# Тар-Суу
Тар-Суу (кирг. Тар-Суу) — село в Кеминском районе Чуйской области Кыргызстана. Входит в состав Чон-Кеминского аильного округа. Код СОАТЕ — 41708 213 842 04 0.

## География
Село расположено в левобережной части долины реки Чонг-Кемин, вблизи от места впадения в неё малой реки Тарсу, на расстоянии приблизительно 29 километров (по прямой) к востоку-юго-востоку (ESE) от города Кемин, административного центра района. Абсолютная высота — 1543 метра над уровнем моря.

## Население
| год     | 2009 | 2014 | 2015 |
| ------- | ---- | ---- | ---- |
| человек | 574  | 575  | 575  |